# Куартуччу
Куартуччу (італ. Quartucciu, сард. Cuartuciu) — муніципалітет в Італії, у регіоні Сардинія,  провінція Кальярі.
Куартуччу розташоване на відстані близько 410 км на південний захід від Рима, 7 км на північний схід від Кальярі.
Населення — 13 137 осіб (2014).
Щорічний фестиваль відбувається 23 квітня. Покровитель — святий Юрій.

## Демографія
Населення за роками:

Станом на 1 січня 2023 року в муніципалітеті офіційно проживали 242 іноземці з 51 країни, серед них 60 громадян країн Євросоюзу та 16 громадян України.

## Сусідні муніципалітети
- Кальярі
- Монсеррато
- Маракалагоніс
- Куарту-Сант'Елена
- Селарджус
- Сеттімо-Сан-П'єтро
- Сіннаї